# Drescha
Drescha ist ein Stadtteil der Stadt Altenburg in Thüringen.

## Geographie
Drescha besitzt eine Flurgröße von 0,6 km². Der Ort geht nahtlos in das restliche Stadtgebiet über und liegt westlich des Stadtzentrums, grenzt an die Schmöllnsche sowie an die Johannisvorstadt und im Westen an den Ortsteil Steinwitz. An dem Ort fließt der sogenannte Deutsche Bach vorbei, der in Rasephas in die Blaue Flut mündet und zum Einzugsgebiet der Pleiße gehört.

## Geschichte
Die Ersterwähnung von Drescha als Trescouua erfolgte 976, als der Ort vom Kaiser Otto II. dem Bistum Zeitz geschenkt wurde. So ist er ähnlich wie Podegrodici eine sorbische Gründung. Im 13. und 14. Jahrhundert hatten die Burggrafen von Altenburg Besitz im Ort. Später gehörte Drescha zum wettinischen Amt Altenburg, welches ab dem 16. Jahrhundert aufgrund mehrerer Teilungen im Lauf seines Bestehens unter der Hoheit folgender Ernestinischer Herzogtümer stand: Herzogtum Sachsen (1554 bis 1572), Herzogtum Sachsen-Weimar (1572 bis 1603), Herzogtum Sachsen-Altenburg (1603 bis 1672), Herzogtum Sachsen-Gotha-Altenburg (1672 bis 1826). Bei der Neuordnung der ernestinischen Herzogtümer im Jahr 1826 kam der Ort wiederum zum Herzogtum Sachsen-Altenburg.
Nach der Verwaltungsreform im Herzogtum gehörte Drescha bezüglich der Verwaltung zum Ostkreis (bis 1900) bzw. zum Landratsamt Altenburg (ab 1900). Das Dorf gehörte ab 1918 zum Freistaat Sachsen-Altenburg, der 1920 im Land Thüringen aufging.
Drescha wurde am 1. Oktober 1922 nach Altenburg eingemeindet. Damals wohnten in dem Ort ungefähr 200 Menschen. In dem Ort existierte die Gaststätte Bergschlösschen, deren Gebäude heute noch steht.

## Ortsbild
Die städtische Bebauung des Stadtteils, in den letzten 40 Jahren durch Eigenheime ergänzt, nimmt im Westen in Richtung Steinwitz immer mehr ab, so, dass ein dörflicher Charakter auftritt. Der alte Ortskern befindet sich an der Dreschaer Dorfstraße und ähnelt so trotz seines Alters einer deutschen Straßengründung. An dieser sind hauptsächlich Handfrongüter, statt der großen regionaltypischen Vierseithöfe vorhanden. Dominant ist nur ein solcher, etwas abseits der Hauptstraße. Der städtische Friedhof, der einem Park gleicht, grenzt im Osten an Drescha.